# Estação Olaias
Olaias é uma estação do Metropolitano de Lisboa. Situa-se no concelho de Lisboa, em Portugal, entre as estações Alameda e Bela Vista da Linha Vermelha. Foi inaugurada a 19 de maio de 1998 em conjunto com as estações Alameda, Bela Vista, Chelas, e Oriente, no âmbito da construção da Linha Vermelha, com vista ao alargamento da rede à zona da Expo’98.

## Descrição
Está localizada na Av. Eng. Arantes e Oliveira, junto ao cruzamento com a Av. Carlos Pinhão. O projeto arquitetónico é da autoria do arquiteto Tomás Taveira, que também contribuiu no tratamento plástico da estação juntamente com os artistas plásticos Pedro Cabrita Reis, Graça Pereira Coutinho, Pedro Calapez, e Rui Sanchez. À semelhança das mais recentes estações do Metropolitano de Lisboa, está equipada para poder servir passageiros com deficiências motoras, contando com vários elevadores e escadas rolantes que facilitam o acesso às plataformas.

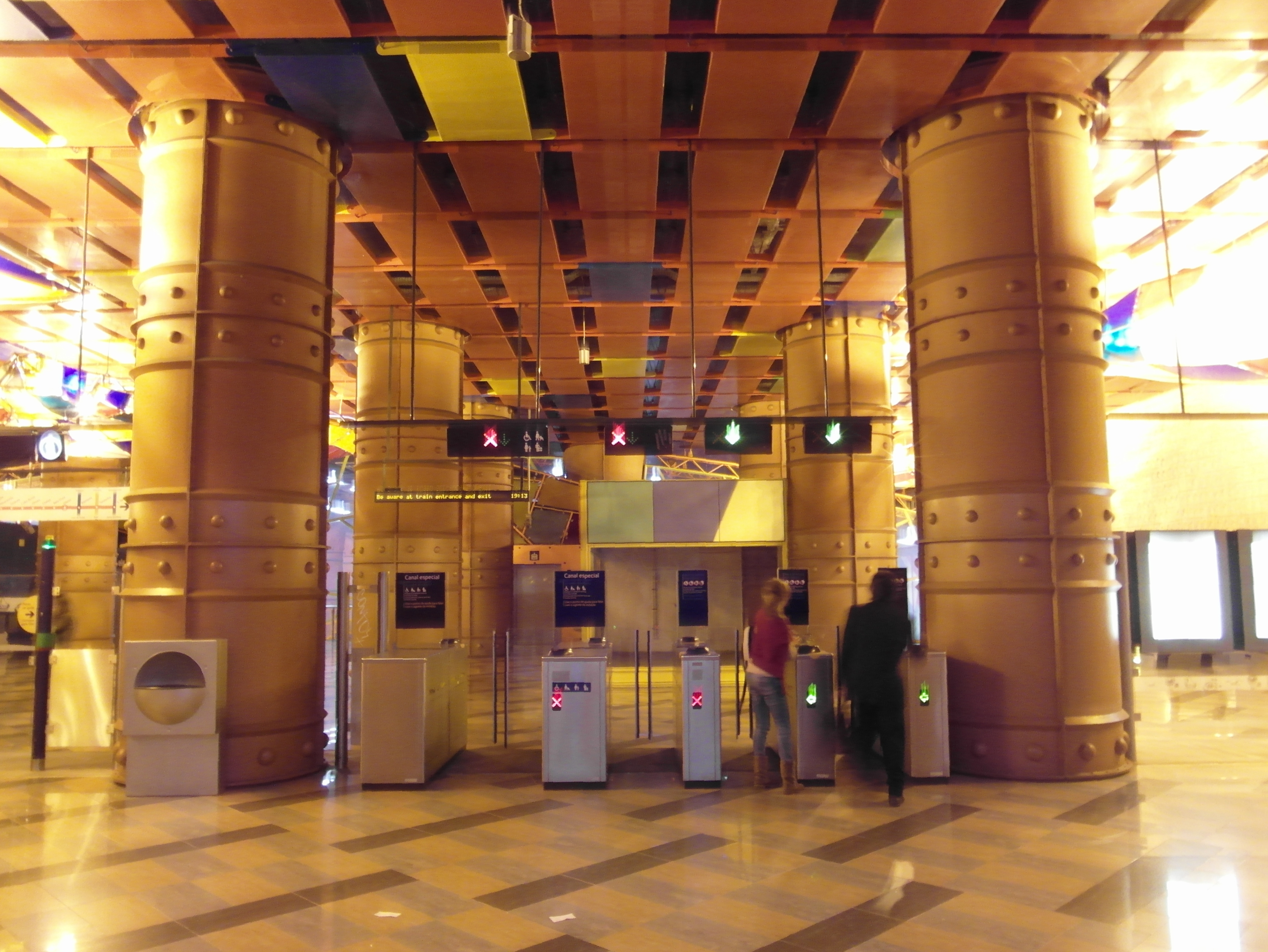
Aspeto do átrio
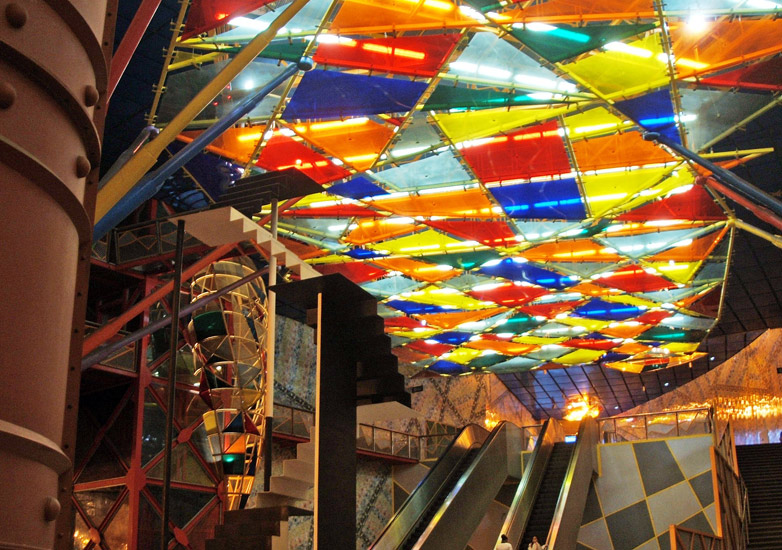
Claraboia policromática com luz natural

## História
No final de 2012, um artigo da Impact your World, da cadeia noticiosa norte-americana CNN, elegeu esta estação como sendo uma das dez mais belas da Europa.

## Acessos

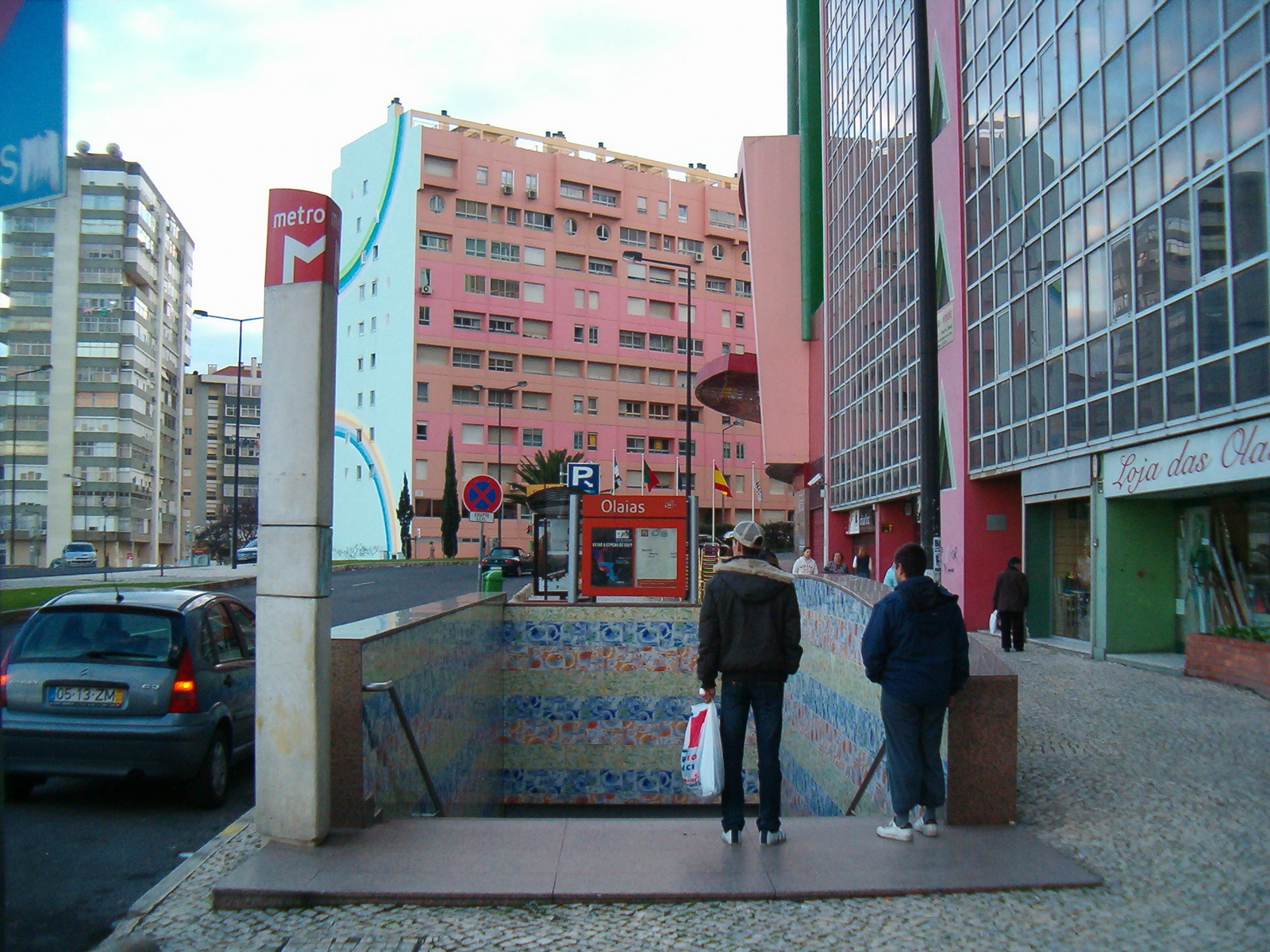
Acesso da estação no entroncamento da Av. Eng. Arantes e Oliveira com a Av. Carlos Pinhão (Acesso 1)

Esta estação conta com dois acessos pedonais e um elevador entre o átrio e a superfície:
- Acesso 1 - está localizado no passeio poente da Av. Eng. Arantes e Oliveira, próximo do entroncamento com a Av. Carlos Pinhão. Está direcionado para norte e conta com escadas pedonais.
- Acesso 2 - está localizado no passeio sul da Rua de Olivença, próximo do entroncamento com a Av. Eng. Arantes e Oliveira. Está direcionado para sudeste e conta com escadas pedonais.
- Elevador - está localizado no passeio norte da Rua de Olivença, próximo do entroncamento com a Av. Eng. Arantes e Oliveira, direcionado para norte.